# Лепоглава
Лепоглава је град у Хрватској. Налази се у Вараждинској жупанији. По попису из 2001. године у граду је живело 8.718 становника.

## Становништво
На попису становништва 2011. године, град Лепоглава је имао 8.283 становника, од чега у самој Лепоглави 4.174.

### Град Лепоглава

#### Број становника по пописима
| Националност   | 2001. | 1991. | 1981. | 1971.  | 1961.  | 1953.  | 1948.  | 1931.  | 1921.  | 1910. | 1900. | 1890. | 1880. | 1869. | 1857. |
| бр. становника | 8.718 | 8.935 | 9.576 | 10.126 | 10.766 | 11.003 | 10.861 | 10.686 | 10.106 | 9.421 | 8.493 | 7.807 | 6.863 | 6.379 | 4.927 |

- напомене:

Настао из старе општине Иванец. Од 1857. до 1991. садржи део података за општину Бедња.

### Лепоглава (насељено место)

#### Број становника по пописима
| Националност   | 2001. | 1991. | 1981. | 1971. | 1961. | 1953. | 1948. | 1931. | 1921. | 1910. | 1900. | 1890. | 1880. | 1869. | 1857. |
| бр. становника | 4.084 | 3.781 | 3.786 | 3.749 | 3.816 | 3.637 | 3.578 | 4.250 | 3.980 | 3.408 | 3.142 | 2.793 | 2.595 | 2.397 | 1.442 |

- напомене:

У 1981. повећано припајањем насеља Борје Лепоглавско, Будим, Вес Лепоглавска, Горица Лепоглавска, Горњи Гечковец, Пурга Лепоглавска, Сестранец, Чрет и Шумец. За та бивша насеља садржи податке од 1857. до 1971., као и део података насеља Вулишинец. У 1948. садржи податке и за бивше насеље Доња Лепоглава.

## Попис1991.
На попису становништва 1991. године, насељено место Лепоглава је имало 3.781 становника, следећег националног састава:
| Попис 1991.‍   | Попис 1991.‍  | Попис 1991.‍ | Попис 1991.‍ | Попис 1991.‍ |
| ------------- | ------------ | ----------- | ----------- | ----------- |
|               |              |             |             |             |
| Хрвати        | Хрвати       |             | 3.664       | 96,90%      |
| Срби          | Срби         |             | 22          | 0,58%       |
| Југословени   | Југословени  |             | 17          | 0,44%       |
| Словенци      | Словенци     |             | 6           | 0,15%       |
| Муслимани     | Муслимани    |             | 5           | 0,13%       |
| Албанци       | Албанци      |             | 2           | 0,05%       |
| Македонци     | Македонци    |             | 2           | 0,05%       |
| Мађари        | Мађари       |             | 1           | 0,02%       |
| Русини        | Русини       |             | 1           | 0,02%       |
| Украјинци     | Украјинци    |             | 1           | 0,02%       |
| Црногорци     | Црногорци    |             | 1           | 0,02%       |
| остали        | остали       |             | 1           | 0,02%       |
| неопредељени  | неопредељени |             | 12          | 0,31%       |
| регион. опр.  | регион. опр. |             | 2           | 0,05%       |
| непознато     | непознато    |             | 44          | 1,16%       |
| укупно: 3.781 |              |             |             |             |